# Halberton
Halberton – wieś w Anglii, w hrabstwie Devon, w dystrykcie Mid Devon. Leży 21 km na północ od miasta Exeter i 244 km na zachód od Londynu. W 2001 miejscowość liczyła 1573 mieszkańców.